# Сезон жіночої збірної України з волейболу 2018
У 2018 році жіноча збірна України виступала у розіграші Європейської волейбольної ліги і відбірковому турнірі на чемпіонат Європи 2019.

## Євроліга
Турнірна таблиця
| № | Збірна      | 1       | 2       | 3       | 4       | І | В | П | С/П  | О  |
| - | ----------- | ------- | ------- | ------- | ------- | - | - | - | ---- | -- |
| 1 | Болгарія    |         | 3:1 1:3 | 3:1 3:0 | 3:0     | 6 | 5 | 1 | 16:5 | 15 |
| 2 | Азербайджан | 1:3 3:1 |         | 3:1 3:0 | 3:1     | 6 | 5 | 1 | 16:7 | 15 |
| 3 | Україна     | 1:3 0:3 | 1:3 0:3 |         | 3:0 3:1 | 6 | 2 | 4 | 8:13 | 6  |
| 4 | Португалія  | 0:3     | 1:3     | 0:3 1:3 |         | 6 | 0 | 6 | 3:18 | 0  |

Матчі
| Дата      | Час   |             | Рахунок |            | Сет 1 | Сет 2 | Сет 3 | Сет 4 | Сет 5 | Всього | Звіт  |
| --------- | ----- | ----------- | ------- | ---------- | ----- | ----- | ----- | ----- | ----- | ------ | ----- |
| 19 травня | 18:00 | Азербайджан | 3–1     | Україна    | 16–25 | 25–19 | 25–23 | 28–26 |       | 94–93  | [ 1 ] |
| 23 травня | 18:30 | Болгарія    | 3–1     | Україна    | 32–34 | 25–10 | 25–22 | 25–21 |       | 107–87 | [ 2 ] |
| 27 травня | 17:00 | Португалія  | 0–3     | Україна    | 22–25 | 14–25 | 13–25 |       |       | 49–75  | [ 3 ] |
| 30 травня | 17:00 | Україна     | 3–1     | Португалія | 25–19 | 21–25 | 25–22 | 25–20 |       | 96–86  | [ 4 ] |

| Дата     | Час   |         | Рахунок |          | Сет 1 | Сет 2 | Сет 3 | Сет 4 | Сет 5 | Всього | Звіт  |
| -------- | ----- | ------- | ------- | -------- | ----- | ----- | ----- | ----- | ----- | ------ | ----- |
| 2 червня | 18:00 | Україна | 0–3     | Болгарія | 18–25 | 20–25 | 22–25 |       |       | 60–75  | [ 5 ] |

- Україна: Ірина Трушкіна (5), Карина Денисова (12), Кристина Нємцева, Юлія Герасимова, Анна Степанюк (11), Надія Кодола (3), Олександра Перетятько (3); Діана Карпець (7), Анастасія Крайдуба (2), Ганна Кириченко (3).
- Болгарія: Гергана Димитрова (11), Нася Димитрова (11), Лора Кітіпова (4), Христина Вучкова (7), Марія Каракашева (2), Жана Тодорова (л), Сілвана Чаушева (13); Веселина Григорова, Петя Баракова (2). Тренер — Іван Петков.

| Дата     | Час   |         | Рахунок |             | Сет 1 | Сет 2 | Сет 3 | Сет 4 | Сет 5 | Всього | Звіт  |
| -------- | ----- | ------- | ------- | ----------- | ----- | ----- | ----- | ----- | ----- | ------ | ----- |
| 6 червня | 17:00 | Україна | 0–3     | Азербайджан | 28–30 | 21–25 | 23–25 |       |       | 72–80  | [ 6 ] |

- Україна: Діана Карпець (12), Ірина Трушкіна (9), Карина Денисова (4), Кристина Нємцева, Анна Степанюк (7), Надія Кодола (16), Олександра Перетятько; Алла Політанська: Анастасія Крайдуба (8), Ганна Кириченко.
- Азербайджан: Яна Дорошенко (1), Одіна Алієва[en] (11), Олена Харченко (10), Єлизавета Рубан (14), Катерина Жидкова (12), Айнур Іманова (7), Юлія Карімова (л); Єйран Іманова, Айшан Абдулазімова[en], Шафагат Алішанова, Маргарита Степаненко (2).

Склад
| N° | Волейболістка         | Позиція               | Ігри | Сети | Очки | Ср.  | Примітки |
| -- | --------------------- | --------------------- | ---- | ---- | ---- | ---- | -------- |
| 1  | Катерина Кальченко    | центральний блокуючий | 2    | 2    | 0    | 0    |          |
| 2  | Діана Карпець         | центральний блокуючий | 6    | 17   | 41   | 2,41 |          |
| 3  | Ірина Трушкіна        | центральний блокуючий | 6    | 21   | 57   | 2,71 |          |
| 4  | Алла Політанська      | пасуючий              | 2    | 3    | 2    | 0,67 |          |
| 5  | Карина Денисова       | догравальний          | 5    | 15   | 25   | 1,67 |          |
| 6  | Кристина Нємцева      | ліберо                | 6    | 21   | 0    | 0    |          |
| 8  | Анастасія Крайдуба    | діагональний          | 6    | 20   | 73   | 3,65 |          |
| 9  | Юлія Герасимова       | центральний блокуючий | 4    | 9    | 12   | 1,33 |          |
| 10 | Ганна Кириченко       | догравальний          | 3    | 4    | 9    | 2,25 |          |
| 11 | Анна Степанюк         | догравальний          | 5    | 17   | 50   | 2,94 |          |
| 12 | Анастасія Карасьова   | ліберо                | 1    | 1    | 0    | 0    |          |
| 14 | Людмила Осачук        | діагональний          | 0    | 0    | 0    | 0    |          |
| 16 | Надія Кодола          | догравальний          | 6    | 20   | 84   | 4,2  |          |
| 17 | Олександра Перетятько | пасуючий              | 6    | 20   | 10   | 0,5  |          |

## Відбір на Євро 2019
У серпні команди зіграли по чотири матчі, а завершився турнір у січні 2019 року.
Матчі
| Дата      | Час   |            | Рахунок |          | Сет 1 | Сет 2 | Сет 3 | Сет 4 | Сет 5 | Всього | Звіт   |
| --------- | ----- | ---------- | ------- | -------- | ----- | ----- | ----- | ----- | ----- | ------ | ------ |
| 15 серпня | 16:00 | Україна    | 3–0     | Норвегія | 25–16 | 25–10 | 25–19 |       |       | 75–45  | [ 7 ]  |
| 19 серпня | 17:00 | Чорногорія | 0–3     | Україна  | 18–25 | 14–25 | 17–25 |       |       | 49–75  | [ 8 ]  |
| 22 серпня | 16:00 | Україна    | 0–3     | Греція   | 18–25 | 19–25 | 19–25 |       |       | 56–75  | [ 9 ]  |
| 25 серпня | 20:30 | Греція     | 3–0     | Україна  | 25–22 | 25–22 | 25–12 |       |       | 75–56  | [ 10 ] |

Склад
| N° | Волейболістка         | Позиція               | Ігри | Сети | Очки | Ср.  | Примітки |
| -- | --------------------- | --------------------- | ---- | ---- | ---- | ---- | -------- |
| 1  | Катерина Дудник       | догравальний          | 4    | 9    | 21   | 2,33 |          |
| 2  | Діана Карпець         | центральний блокуючий | 3    | 8    | 21   | 2,63 |          |
| 3  | Ірина Трушкіна        | центральний блокуючий | 2    | 4    | 5    | 1,25 |          |
| 5  | Карина Денисова       | догравальний          | 4    | 12   | 31   | 2,58 |          |
| 6  | Кристина Нємцева      | ліберо                | 4    | 12   | 0    | 0    |          |
| 7  | Світлана Дорсман      | центральний блокуючий | 4    | 9    | 23   | 2,56 |          |
| 8  | Анастасія Крайдуба    | діагональний          | 3    | 7    | 20   | 2,86 |          |
| 9  | Юлія Герасимова       | центральний блокуючий | 1    | 2    | 3    | 1,5  |          |
| 10 | Ганна Кириченко       | догравальний          | 3    | 7    | 13   | 1,86 |          |
| 12 | Анастасія Карасьова   | ліберо                | 2    | 2    | 0    | 0    |          |
| 13 | Олена Новгородченко   | пасуючий              | 1    | 1    | 0    | 0    |          |
| 15 | Дар'я Дрозд           | центральний блокуючий | 2    | 3    | 1    | 0,33 |          |
| 16 | Надія Кодола          | догравальний          | 4    | 12   | 38   | 3,17 |          |
| 17 | Олександра Перетятько | пасуючий              | 4    | 11   | 11   | 1    |          |
| 18 | Ольга Скрипак         | пасуючий              | 1    | 2    | 2    | 1    |          |

## Юнацька збірна
| Дата      | Час   |                   | Рахунок |                  | Сет 1 | Сет 2 | Сет 3 | Сет 4 | Сет 5 | Всього  | Звіт |
| --------- | ----- | ----------------- | ------- | ---------------- | ----- | ----- | ----- | ----- | ----- | ------- | ---- |
| 13 квітня | 17:30 | Туреччина (U-17)  | 3–1     | Україна (U-17)   | 25–23 | 26–24 | 16–25 | 27–25 |       | 94–97   | Звіт |
| 14 квітня | 15:00 | Україна (U-17)    | 1–3     | Німеччина (U-17) | 19–25 | 19–25 | 25–18 | 23–25 |       | 86–93   | Звіт |
| 15 квітня | 15:00 | Нідерланди (U-17) | 3–1     | Україна (U-17)   | 18–25 | 25–19 | 25–16 | 25–18 |       | 93–78   | Звіт |
| 17 квітня | 15:00 | Італія (U-17)     | 3–0     | Україна (U-17)   | 25–14 | 25–17 | 25–12 |       |       | 75–43   | Звіт |
| 18 квітня | 17:30 | Україна (U-17)    | 3–2     | Румунія (U-17)   | 22–25 | 25–20 | 14–25 | 25–23 | 15–12 | 101–105 | Звіт |

Статистика виступів:
| Номер | Волейболістка       | Ігри | Сети | Очки | Ср.  |
| ----- | ------------------- | ---- | ---- | ---- | ---- |
| 1     | Вероніка Жукова     | 5    | 20   | 30   | 1,5  |
| 2     | Валерія Якушева     | 5    | 10   | 1    | 0,1  |
| 3     | Анастасія Сидоренко | 0    | 0    | 0    | 0    |
| 4     | Аліка Луценко (л)   | 5    | 20   | 0    | 0    |
| 5     | Катерина Гужва      | 0    | 0    | 0    | 0    |
| 6     | Ангеліна Хміль      | 5    | 20   | 42   | 2,1  |
| 7     | Софія Матешук       | 5    | 9    | 5    | 0,56 |
| 8     | Дар'я Великоконь    | 5    | 20   | 31   | 1,55 |
| 9     | Марта Федик         | 5    | 20   | 62   | 3,1  |
| 10    | Валерія Нудьга      | 5    | 20   | 51   | 2,55 |
| 11    | Діана Окоро         | 5    | 7    | 2    | 0,28 |
| 12    | Катерина Ткаченко   | 5    | 20   | 50   | 2,5  |